# Pavilhão João Rocha
Pavilhão João Rocha je multifunkční aréna v portugalském městě Lisabon. Byl otevřen 21. června 2017. Domácí hry hrají basketbalové týmy, házená, futsal, hokej a volejbal od Sporting CP.